# 愛知県立大学の人物一覧
愛知県立大学の人物一覧（あいちけんりつだいがくのじんぶついちらん）は、愛知県立大学に関係する人物の一覧記事。

## OB・OG

### 研究者・学者
- 大木充 - 言語学者、京都大学名誉教授
- 竹中興慈 - 歴史学者、東北大学名誉教授、元日本アメリカ史学会副代表
- 塚原信行 - 社会言語学者、京都大学教授
- 水野かほる - 言語学者、静岡県立大学教授

### 政界
- 磯谷香代子 - 元衆議院議員
- 大山昌宏 - 元衆議院議員
- 松下昌代 - 埼玉県朝霞市長

### 文学
- 大塚寅彦 - 歌人
- 荻原裕幸 - 歌人
- 伊藤芳博 - 詩人
- 佐橋慶女 - エッセイスト
- 澤田ふじ子 - 小説家
- 小島環 - 小説家
- 永井陽子 - 歌人
- 加納新太 - ライトノベル作家

### 芸術
- 荒川稔久 - 脚本家
- 望月花梨 - 漫画家
- 本田恵子 - 漫画家（中退）

### 芸能
- 春香 - モデル
- 間瀬遥花 - モデル

### マスコミ
- 渕上沙紀 - 中国放送アナウンサー